# Eberhard von Aquileia
Eberhard († 13. November 1048) war Patriarch von Aquileja von 1043 bis 1048.
Eberhard (auch: Eppo) war in Augsburg Domherr; den gleichen Namen wie er trugen der erste Bischof von Bamberg (1007–1040) und ein Augsburger Bischof (1029–1047), die als seine Verwandten angesehen werden können.
König Heinrich, der spätere Kaiser Heinrich III., machte den Augsburger Kanoniker zum Kanzler für Deutschland; als solcher ist er vom 4. Juli 1040 bis zum 8. November 1042 nachgewiesen; er gehörte der Hofkapelle aber sicherlich schon einige Zeit zuvor an. Nach zweijähriger Kanzlerschaft ernannte ihn Heinrich zum Patriarchen von Aquileja, als Nachfolger des am 28. September 1042 verstorbenen Poppo. Wahrscheinlich stand Eberhard, der als Kanzler für Deutschland eine wichtige Position innerhalb der Hofkapelle einnahm und zur engsten Umgebung Heinrichs gehörte, den reformerischen Ideen der Zeit nahe.
Eberhard wurde am 1. Februar 1043 als Patriarch investiert. Aus den folgenden Jahren liegen keine Nachrichten über ihn vor, außer einem Hinweis auf die Weihe eines seiner Suffraganbischöfe, Marcianus von Mantua. 1046 hielt Heinrich III. bei seinem ersten Italienzug in Pavia eine Synode ab, als deren Teilnehmer Eberhard bezeugt ist; sie erließ ein allgemeines Verbot der Simonie. Von Pavia zog der König weiter über Sutri nach Rom; Eberhard begleitete ihn wie der Bischof von Arles und wohl zahlreiche andere Teilnehmer der Synode dorthin. Die Synode von Sutri (20. Dezember 1046) setzte die Päpste Silvester III. und Gregor VI. ab, diejenige von Rom (24. Dezember) auch Papst Benedikt IX. Zum neuen Papst, Clemens II., wurde der Bischof von Bamberg Suidger, ebenfalls ein Hofkapellan, erhoben; er krönte Heinrich III. am 25. Dezember in Rom zum Kaiser. Bei all diesen Ereignissen war Eberhard also zugegen. Am 5. Januar 1047 hielt der neue Papst in Rom eine Synode gegen die Simonie ab; in ihrem Verlauf lebte die alte Auseinandersetzung darum wieder auf, welcher der ranghöchsten oberitalienischen Erzbischöfe, Mailand oder Ravenna, den Ehrenplatz zur Rechten des Papstes einnehmen dürfe. Nun meldete auch der Patriarch von Aquileja, Eberhard, Ansprüche auf diesen Platz und damit auf Vorrang gegenüber allen Kirchen Italiens an. Papst und Synode entschieden 1047 jedoch zugunsten des Erzbischofs von Ravenna. Auf dem Rückzug von Rom nach Norden machte Kaiser Heinrich im April 1047 in Ravenna halt. Auch dort begegnet wiederum der Patriarch von Aquileja in seiner Umgebung; er hatte Heinrich also höchstwahrscheinlich auf seinem gesamten Italienzug von Oktober 1046 (Pavia) bis April 1047 (Ravenna) begleitet.
Eberhard verstarb Ende des Jahres 1048 (nicht 1049, wie vielfach angegeben wird), am 13. November. Sein Nachfolger auf dem Patriarchenstuhl, Gotebold, wurde Weihnachten 1048 eingesetzt.